# Списак српских сликара
|  |  |  |  |  |  |  |  |  |  |  |  |  |  |  |  |  |  |  |  |  |  |  |  |  |  |  |  |  |  |

## А
- Анте Абрамовић (1903 — 1985)
- Аврам (18. век), иконописац из Костајнице
- Димитрије Аврамовић (1815 — 1855)
- Јан Агарски (1962)
- Душан Адамовић (1893 — 1975)
- Раденко Аднађ (1960)
- Јевта Аздејковић (1924 — 2000)
- Нада Алавања (1952)
- Љубомир Александровић, (1828 — 1890)
- Алексија (14. век), сликар, ученик Јована Зографа
- Спиридон Алексијевић (1769 — 1841)
- Борислав Боро Алексић (1936 — 2019)
- Душан Алексић (1844 — 1900)
- Захарије Алексић (18. век), иконописац
- Иван Алексић (1868 — 1938)
- Мимица Миљана Алексић (1954)
- Мирољуб Алексић (1919 — 2016)
- Никола Алексић (1808 — 1873)
- Стеван Алексић (1876 — 1923)
- Катарина Алемпијевић (1977)
- Александар Алимпић (1966 — 2022)
- Ђорђе Алфиревић (1976)
- Слободан Амановић (1953)
- Јеромонах Ананије (16. век)
- Константин и Драгутин Анастасијевић (19. век), иконописци
- Андреј (17. век), сарајевски сликар
- Андреја Андрејевић (1906 — 1991)
- Андреја Андрејевић (18. век), живописац
- Димитрије Андрејевић (1854 — 1906)
- Вељко Андрејевић Кун (1887 —1948)
- Ђорђе Андрејевић Кун (1904 — 1964)
- Крста Андрејевић (1928 — 1989)
- Милета Андрејевић (1925 — 1989)
- Живојин Андрејић (1950)
- Драгиша Андрић (1942)
- Наум Андрић (1907 — 1972)
- Славомир Анђелић (1954)
- Мирослав Анђелковић (1945 — 2021)
- Петар Анђелковић (1951)
- Даница Антић (1910 — 1989)
- Игор Антић (1962)
- Милан Антић (1984)
- Радомир Антић (1929 — 2002)
- Владимир Антовић (1974)
- Антоније (18. век), иконописац
- Емануил Антоновић (око 1785 — 1829)
- Момчило Антоновић (1938 — 2019)
- Кристофор Николин Антуновић (око 1510 — око 1580)
- Сергеј Апарин (1961)
- Милена Апостоловић (1992)
- Никола Апостоловић (1776 — прва половина 19. века)
- Стојан Аралица (1883 — 1980)
- Јелена Аранђеловић (1979)
- Михаило Анђелко Арнаутовић (1935)
- Јелена Арсенијевић (1967)
- Константин Арсеновић (1782 — 1868)
- Никола Арсеновић (1823 — 1885), сликар и етнограф
- Милан Арсић Даскало (1885 — 1936)
- Мирослав Арсић (1942)
- Светомир Арсић-Басара (1928 — 2024)
- Арион Аслани (1980)
- Алекса Арсовић (1948)
- Наташа Атанасковић (1972)
- Бошко Атанацковић (1940)
- Миленко Атанацковић (1875 — 1955)
- Миодраг Атанацковић (1936)
- Богомир Аћимовић Далма (1899 — 1963)
- Василије Аћимовић (19. век), иконописац из Сремских Карловаца
- Дарко Аћимовић (1991)
- Миленко Аћимовић Аћим (1959)
- Мирослав Ацић (1939)
- Јожеф Ач (1914 — 1990)
- Васиљ Аџић (1976 — 2019)

|  |  |  |  |  |  |  |  |  |  |  |  |  |  |  |  |  |  |  |  |  |  |  |  |  |  |  |  |  |  |

## Б
- Милош Бабић (1904 — 1968)
- Тања Бабић (1978)
- Милош Бајић (1915 — 1995)
- Георгије Бакаловић (1786 — 1843)
- Јован Бакаловић (19. век), сликар из Сремских Карловаца
- Арпад Балаш (1887 — 1981)
- Весна Моравић Балкански (1973)
- Симеон Балтић (1729 — 1780)
- Синиша Бановић (1979)
- Марин Барбора (15. век), дубровачки сликар
- Бора Барух (1911 — 1942)
- Драган Бартула (1959 — 2023)
- Братомир Баругџић (1936)
- Даница Баста (1951)
- Милена Батак (1979)
- Димитрије Бачевић (поч. XVIII века — 1762)
- Братислав Башић (1962)
- Илија Башичевић Босиљ (1895 — 1972)
- Војна Баштовановић Кастил
- Милутин Бедричић (19. век), сликар у Банату
- Маја Бекан (1975)
- Кринка Белић (1921 — 2000)
- Милија Белић (1954)
- Цветин Белић (1907 — 1980)
- Боса Тиуцаковић Беложански  (1904 — 1986)
- Станислав Сташа Беложански (1900 — 1992)
- Игор Белохлавек (1928 — 1993)
- Ранко Бељинац (1947 — 2008)
- Добривоје Бељкашић (1923 — 2015)
- Бојан Бем (1936)
- Катарина Бенедетић Поповић
- Маринко Бензон (1920 — 1978)
- Драган Бераковић (1902 — 1972)
- Радивој Бербаков (1925 — 2003)
- Вања Берберовић (1974)
- Лука Берберовић (1934)
- Михаил Беренђија (1919 — 1980)
- Гојко Беркуљан (1923 — 1989)
- Владимир Бецић (1886 — 1954)
- Милица Бешевић (1896 — 1941)
- Никола Бешевић (1892 — 1970)
- Јелена Бибић (1975)
- Лукијан Бибић (1898–1962)
- Петар Бибић (1893 — 1971)
- Јован Бијелић (1886 — 1964)
- Добрица Бисенић (1962 — 2023)
- Андреј Биценко (1886 — 1973)
- Марија Бјекић (1979)
- Зоран М. Благојевић (1947 — 2007)
- Блаж (16. век), дубровачки сликар
- Здравко Блажић (1917 — 1979)
- Мирослав Блажичевић (1909)
- Милан Блануша (1943 — 2025)
- Александар Блатник (1944 — 2016)
- Иван Блатник (1985)
- Павле Блесић (1924 — 2022)
- Јелена Блечић (1974)
- Мирјана Бобић Мојсиловић (1959)
- Борислав Богдановић (1899 — 1970)
- Владимир Богдановић (1940)
- Јасминка Богдановић (1958)
- Нестор Богдановић (19. век), сликар у Банату
- Олга Богдановић Милуновић (1913 — 1993)
- Петар Пјерко Богдановић (око 1480 — око 1560), дубровачки сликар
- Дејан Богојевић (1971)
- Славољуб Слава Богојевић (1922 — 1978)
- Слободан Богојевић (1920 — 1998)
- Стеван Боднаров (1905 — 1993)
- Перо Бодрожа (1925 — 2020)
- Владислав Божидаревић (16. век), дубровачки сликар
- Никола Божидаревић (око 1460 — око 1518)
- Александра Божић (1917 — 1944)
- Василије Божић (19. век), сликар из Вршца
- Вера Божичковић Поповић (1920 — 2002)
- Иванка Божовић (1933)
- Милан Божовић (1909 — 1992)
- Георгије Бојер (19. век), сликар из Баната
- Данило Бојић (1979)
- Анђелка Бојовић (1951)
- Марија Бојовић (1979)
- Никола Коља Божовић (1975)
- Михајло Бокорић (1730 — 1817)
- Косара Бокшан (1925 — 2009)
- Браца Бонифачо (1937)
- Ана Бонџић (1976)
- Владимир Боројевић (1947)
- Анастас Боцарић (1864 — 1944)
- Спиридон Шпиро Боцарић (1876 — 1941)
- Ђорђе Бошан (1918 — 1984)
- Божидар Бошковић (1935)
- Стојанка Бошњак (1953)
- Искра Браво
- Коста Брадић (1927 — 2014)
- Леонид Браиловски (1867 — 1937)
- Анастасија Брајовић (1943 — 1995)
- Драгољуб Бато Брајовић (1939 — 2022)
- Душан Брајовић (1933 — 2003)
- Љубомир Брајовић (1934 — 2018)
- Томан Брајовић (1911 — 1982)
- Константин Бранкован (19. век)
- Лаврентије Бранкован (19. век)
- Димитрије Братоглић (1794 — 1831)
- Војтех Братуша (1914 — 1983)
- Јанко Брашић (1906 — 1994)
- Мира Бритка (1930 — 2014)
- Душан Душко Бркић (1913 — 2000)
- Немања Бркић (1912 — 1969)
- Љубиша Брковић (1943)
- Мирослава Брковић (1979)
- Станислава Будеч (1933)
- Марин Будечевић (15. век)
- Ана Буквић Ивковић (1947 — 2016)
- Влахо Буковац (1855 — 1922)
- Зоран Булатовић (1952)
- Андреј Бунушевац (1974)
- Коста Бунушевац (1948 — 2021)
- Мирко Булајић (1926 — 1980)
- Љиљана Бурсаћ (1946)
- Милан Бутозан (1905 — 1943)

|  |  |  |  |  |  |  |  |  |  |  |  |  |  |  |  |  |  |  |  |  |  |  |  |  |  |  |  |  |  |

## В
- Здравко Вајагић (1938)
- Тивадар Вањек (1910 — 1981)
- Милан Вакањац (1894 — 1997)
- Босиљка Валић (1897–1971)
- Љубиша  Валић (1873 — 1950)
- Анамарија Вартабедијан (1974)
- Јов Василијевић (крај 17. века — после 1754)
- Игор Васиљев (1928 — 1954)
- Драгослав Васиљевић Фига (1895 —1929)
- Павле Васић (1907 — 1993)
- Милена Велимировић (1924 —1976)
- Владимир Величковић (1935 — 2019)
- Војин Величковић (1914 — 2001)
- Миодраг Величковић Мивел (1943 – 2010)
- Ананије Вербицки (1895 — 1974)
- Владимир Вељашевић (1969)
- Гаврило Стефановић Венцловић (1680 — 1749)
- Раде Верговић (1939 — 2025)
- Љубомир Вернер Розановић (1898 — 1967)
- Божидар Веселиновић (1921 — 1999)
- Даница Веселиновић (1992)
- Владимир Весовић (1956)
- Јармила Вешовић (1954)
- Арсеније Видак (1797 — 1864)
- Милован Видак (1926 — 2003)
- Јосиф Видојковић (1938)
- Ана Виђен (1931)
- Душко Вијатов (1936 — 2006)
- Биљана Вилимон (1951)
- Теодор Витковић (19. век), сликар из Сремских Карловаца
- Невена Витошевић (1967)
- Јелена Вићентић (1988)
- Марко Вишић (1976)
- Бранислав Вишт (1952 — 2013)
- Никола Владанов (15. век), сликар из Шибеника
- Душан Влајић (1911 — 1945)
- Живојин Влајнић (1901 — 1992)
- Магдалена Властелица (1972)
- Драгиња Влашић (1928 — 2011)
- Лазар Возаревић (1925 — 1968)
- Радмила Војводић Радуловић (1942)
- Богосав Војиновић Пеликан (1894 — 1942)
- Владимир Војиновић (1917 — 1999)
- Јаков Воргић (почетак 19 века — после 1867)
- Милан Врбић (1894 — 1954)
- Михаило Мило Врбица (1871 — 1934)
- Исидор Врсјаков (1927 —  2001)
- Лазар Вујаклија (1914 — 1995)
- Миодраг Вујачић Мирски (1932 — 1996)
- Момчило Вујисић (1924)
- Арсеније Вујић (друга половина 18. века — средина 19. века)
- Саво Вујовић (1900 — 1973)
- Снежана Вујовић — Николић (1959)
- Вукан Вуканић (1969)
- Бета Вукановић (1872 — 1972)
- Риста Вукановић (1873 — 1918)
- Бошко Вукашиновић (1914 — 2003)
- Милан Вукашиновић (1989)
- Соња Вукашиновић Вучковић (1970)
- Буба Вукићевић
- Биљана Вуковић (1949)
- Анте Вуков (1955 — 2012)
- Владислав Вуков (1955)
- Драга Вуковић (1932)
- Зоран Вуковић (1947 — 2011)
- Лазар Вуковић (1639 — 1713)
- Милица Вуковић (1981)
- Светислав Вуковић (1901 — 1978)
- Синиша Вуковић (1932 — 2011)
- Мина Вукомановић (1828 — 1894)
- Драган Вукосављевић (1933)
- Михаило Мишо Вукотић (1904 — 1944)
- Данило Вуксановић (1973)
- Драгољуб Вуксановић (1908 — 1973)
- Сузана Вуксановић (1975)
- Горан Вукчевић (1953)
- Јоана Вулановић (1944)
- Јован Вулетић (1825 — 1852)
- Живан Вулић (1911 – 2006)
- Аница Вучетић (1962)
- Пашко Вучетић (1871 — 1925)
- Бошко Вучковић (1915 — 1944)
- Вук Вучковић (1986)
- Жарко Вучковић (1963)
- Милица Вучковић (1947)
- Милица Вучковић (1989)
- Немања Вучковић (1990)
- Филип П. Вучковић (1908 — 1960)
- Филип Р. Вучковић (1888 — 1961)
- Мила Вешовић (1963)
- Милош Вушковић (1900 — 1975)

|  |  |  |  |  |  |  |  |  |  |  |  |  |  |  |  |  |  |  |  |  |  |  |  |  |  |  |  |  |  |

## Г
- Рудолф Габерц (1923 — 2005)
- Душан Гавела (1939 — 1999)
- Гаврил (17. век), Житомљићанин
- Гаврило (17. век — 18. век), иконописац
- Анита Гавриловић (1987)
- Слободан Гавриловић (1914 — 1993)
- Стефан Гавриловић (1750 — 1823)
- Светлана Гајинов Ного (1960 — 2017)
- Љубомир Љубо Гајић (1948 — 2017)
- Петар Гајић (1965)
- Драго Галић (1936 — 1964)
- Оливера Галовић (1923 — 2000)
- Олга Гарај Бабилон (1905 — 1988)
- Слободан Гарић (1921 — 2009)
- Томислав Гарић (1932)
- Горан Гатарић (1961)
- Зоран Гаши (1952)
- Драган Гашић (1950)
- Горан Гвардиол (1948)
- Мила Гвардиол (1979)
- Андрија Гвозденовић (1933 — 2020)
- Милош Гвозденовић Гвозден (1926 — 2006)
- Недељко Гвозденовић (1902 — 1988)
- Никола Гвозденовић (1934 — 2021)
- Слава Гвоздић (1928 — 1983)
- Александра Гедеон (1986)
- Георгије (17. век), иконописац из Босне
- Георгије (18. век), зограф
- Георгије Грк (14. век), дубровачки сликар
- Георгије Поп (15. век 16. век), илуминатор
- Димитрије Георгијевић (сликар), молер 1829. године у Великом Бечкереку
- Григорије Герасимов (18. век), иконописац
- Душан Герзић (1961 — 1998)
- Панајот Гиновски (1842 — 1886)
- Фрањо Гифингер (1826 — 1878)
- Миро Главуртић (1932 — 2023)
- Милица Јелић Глигоровић (1945 — 2018)
- Даниел Глид (1963)
- Деса Глишић Јовановић (1911 — 1991)
- Драгомир Глишић (1872 — 1957)
- Малиша Глишић (1886 — 1915)
- Милија Глишић (1932)
- Мира Глишић (1918 — 1965)
- Мина Глоговац (1970)
- Сергије Глумац (1903 — 1964)
- Никола Говедарица (1989)
- Шандор Гогољак (1956)
- Јован Гојковић (1898 — 1957)
- Милош Голубовић (1888 — 1961)
- Ирена Бијелић Горењак (1972)
- Василије Гофијен (18. век)
- Јован Грабован Четиревић (око 1719 — око 1789)
- Константин Грабован (1761 — 1804)
- Гордана Граовац (1945 — 2021)
- Зоран Граовац (1965)
- Никола Граовац (1907 — 2000)
- Тодор Грачанић Станић (око 1780 — око 1860)
- Дејан Грба (1967)
- Јован Грбић (1736 — 1788)
- Оливера Грбић (1932 —  2020)
- Јелена Гргурић Охмућевић (1570 — 1610)
- Јован Гргуровић (1944 — 2014)
- Винко Грдан (1900 — 1980)
- Ана Григорјев (1974)
- Зоран Гребенаровић (1952 — 2019)
- Марко Греговић (1867 — 1941)
- Григориј (14. век), сликар из Македоније
- Григорије (14. век — 15. век), сликар и монах
- Анте Гржетић (1920 — 1992)
- Ана Григорјев (1974)
- Зоран Грмаш (1970 — 2017)
- Живко Грозданић Гера (1957)
- Миле Грозданић (1942 — 2022)
- Иван Грубанов (1976)
- Миливој Грујић Елим (1929 — 2005)
- Боривој Грујић (1904 — 1983)
- Миломир Грујић Флека (1954 — 2003)
- Драгана Грујичић (1983)
- Марија Гужвица (1980)
- Јелена Гускић Петровић (1972)
- Павао Гучетић (18. век), дубровачки сликар

|  |  |  |  |  |  |  |  |  |  |  |  |  |  |  |  |  |  |  |  |  |  |  |  |  |  |  |  |  |  |

## Д
- Григорије Давидовић-Обшић (средина 18. века — почетак 19. века)
- Александар Дабиша (1850 — 1899)
- Ивора Дајић (1976)
- Никола Дамјанов (19. век — 20. век), сликар из Македоније
- Андреја Дамјановић (1813 — 1878)
- Вјера Дамјановић (1949)
- Димитрије Дамјановић (18. век), сликар из Будима
- Козма Дамјановић (17. — 18. век)
- Божидар Дамјановски (1947)
- Предраг Дамњановић (1975)
- Радомир Дамњановић Дамњан (1935 — 2025)
- Константин Данил (1798. или 1802 — 1873)
- Јосиф Даниловац (1877 — 1945)
- Димитрије Даскал (17. век), иконописац
- Александар Девић (1954)
- Војислав Девић (1933 — 2011)
- Боривој Дедић (1942 — 2006)
- Драго Дедић (1937)
- Лука Дедић (1973)
- Марион Дедић (1976)
- Милутин Дедић (1935 — 2021)
- Јован Деметровић (19. век), сликар из Земуна
- Новак Демоњић (1966)
- Марко Денда (1946 — 1994)
- Миомир Денић (1913 — 1996)
- Александар Дероко (1894—1988)
- Ива Деспић-Симоновић (1891 — 1961)
- Ксенија Дивјак (1924 — 1995)
- Дмитар Дијак (16. век), илуминатор из Пљеваља
- Андрија Дикић (19. век)
- Ђока Диклић (18. век — 19. век)
- Добрица Динић (1951)
- Димитар (16. век), сликар из Гостивара
- Александар Димитријевић (1977)
- Винко Димитријевић (1960 — 2021)
- Војо Димитријевић (1910 — 1980)
- Данка Димитријевић (1979)
- Илија Димитријевић (19. век)
- Јована Димитријевић (1979)
- Мило Димитријевић (1929 — 1997)
- Димитријевићи-Рафајловићи (17. — 19. век), породица иконописаца
- Аксентије Димић (1808 — 1874)
- Бранко Димић (1954)
- Димо (17. век), сликар из Бачке
- Зоран Димовски (1966)
- Јован Димовски (1928 — 1996)
- Цветан Димовски (1942)
- Димитрије Димшић (19. век)
- Никола Димшић (1821 — ?)
- Миланка Динић (1938 —  2017)
- Властимир Дискић (1929)
- Александар Добрић (1837 — 1863)
- Драгиша Добрић (1940)
- Ловро Маринов Добричевић (око 1420 — 1478), дубровачки сликар
- Петар Добровић (1890 — 1942)
- Драгана Пајковић Додиг (1968)
- Наум Дојчинов (19. век), зограф из Лазаропоља
- Даница Докић Атанацковић (1913 — 1978)
- Дуња Докић Николић (1948 — 2017)
- Василије Васа Доловачки (1960)
- Перица Донков (1956)
- Владимир Дошеновић (1979)
- Горан Драгаш (1972)
- Јована Драгић (1984)
- Петар Драгић (19. век), сликар из Баната
- Предраг Драговић (1953)
- Марија Драгојловић (1950)
- Милутин Драгојловић (1953 — 2015)
- Радоје Драгосалић (15. век), дубровачки сликар
- Драгана Драготић (1979)
- Емир Драгуљ (1939 — 2002)
- Миљанa Драшковић (1959)
- Теодор Дрезмановић (19. век), сликар из Срема
- Влахо Држић (1503 — 1569), дубровачки сликар
- Жарко Дринчић (1964)
- Лазар Дрљача (1883 — 1970)
- Динко Друшковић (14. век), дубровачки сликар
- Никша Друшковић (14. век), дубровачки сликар
- Стојко Друшковић (14. век — 15. век), дубровачки сликар
- Томислав Дугоњић (1932 — 1991)
- Андон Дуков (1909 — 1944)
- Марко Думнић
- Александра Дулић (1973)

|  |  |  |  |  |  |  |  |  |  |  |  |  |  |  |  |  |  |  |  |  |  |  |  |  |  |  |  |  |  |

## Ђ
- Живко Ђак (1942 — 2011)
- Амалија Ђаконовић (1912 — 2001)
- Ана Ђаповић (1988)
- Марио Ђиковић (1942)
- Миодраг Ђилас (1932 — 2022)
- Панајот Крстевић Ђиноски (1841 — 1886)
- Јасмина Ђокић (1970)
- Милан Ђокић (1937 — 2018)
- Александар Ђоновић (1931 — 1991)
- Михаило Ђоковић-Тикало (1941)
- Заре Ђорђевић (1928 — 2017)
- Мирослав Мики Ђорђевић (1954 — 1992)
- Невенка Ђорђевић Томашевић (1899 — 1975)
- Немања Мате Ђорђевић (1983)
- Петар Ђорђевић (1943 — 2022)
- Радмила Марковић Ђорђевић (1901 — 1956)
- Стојанка Ђорђић Николић (1956 — 2023)
- Петар Ђуза (1952)
- Бранко Ђукић (1966)
- Жарко Ђукић (1969)
- Предраг Ђукић (1981)
- Мато Ђурановић (1895 — 1973)
- Шпиро Ђурановић (1864 — 1910)
- Биљана Ђурђевић (1973)
- Марко Ђурђевић (1979)
- Божидар Ђурић (1930 — 2011)
- Љубиша Ђурић (1949 — 2020)
- Дадо Ђурић (1933 — 2010)
- Јелена Ђурић (1978)
- Љубиша Ђурић (1949 — 2020)
- Миленко Ђурић (1894 — 1945)
- Партеније Ђурић (18. век), сликар у Далмацији
- Светислав Ђурић (1929 — 2007)
- Слободан Пуро Ђурић (1935 — 2025)
- Стојан Ђурић (1962)
- Урош Ђурић (1964)
- Драган Ђуричић (1961 — 2003)
- Дарко Ђуришић (1927— 2014)
- Чедомир Ђуришић (1971)
- Браца Ђурковић (1953)
- Драгутин Карло Ђурковић (1810 — 1874), сликар из Угарске
- Георгије Ђурковић (19. век), сликар из Угарске
- Димитрије Ђурковић (1793 — 1843)
- Павел Ђурковић (1772 — 1830)
- Томо Ђурковић (18. век — 19. век)
- Даница Ђуровић (1925 — 2001)
- Зоран Ђуровић (1968)

## Е
- Евгеније (18. век), иконописац
- Иван Екерт (1891 — 1953)
- Мартин Ердеш (1966)
- Јордан Ерчевић (1944)
- Осте Ерцег (1947 — 2025)
- Љиљана Ерчевић (1951)
- Еутихије (13. век — 14. век), српски зограф
- Васа Ешкићевић (1867 — 1933)

## Ж
- Душица Жарковић (1960)
- Милица Жарковић (1954) ј
- Никифор Жарковић, живописац из Модоша (? — 1836)
- Емил Женар (1884 — 1954)
- Христофор Жефаровић (1710 — 1753)
- Стеван Живадиновић (1908 — 1993)
- Лазар Живановић (1939)
- Момчило Живановић (1880 — 1941)
- Радојица Живановић Ное (1903 — 1944)
- Владимир Живанчевић  (1912 — 2001)
- Ивана Живић Јерковић (1979)
- Богосав Живковић (1920 — 2005)
- Владета Живковић (1949)
- Добросав Боб Живковић (1962)
- Драгослав Живковић (1955)
- Зденка Живковић (1921 — 2011)
- Иванка Живковић (1936 — 2022)
- Мирослав Живковић (1934 — 2009)
- Михајло Живковић (1776 — 1824)
- Саша Живковић (1961)
- Никола Жигон (1958)
- Десимир Жижовић Буин (1920 — 1996)
- Сима Жикић (1878 — 1964)
- Синиша Жикић  (1951)
- Ненад Жилић (1957 — 2009)
- Милан Жунић (1940)

## З
- Марко Завишић, (1834 — 1855), трговац и молер из Јарковца
- Гордана Заклан (1965)
- Катарина Зарић (1966)
- Драган Здравковић (1969)
- Марија Здравковић (1980)
- Никола Зега (1863 — 1940)
- Ненад Зељић (1964)
- Јован Р. Зец (1943)
- Станко Зечевић (1954)
- Душан Зивлак (1950)
- Матија Зламалик (1905 — 1965)
- Светлана Златић (1948)
- Апостол Зограф (18. век — 19.век)
- Арсеније Зограф (18. век), живописац из Хопова
- Данило Поп Зограф (17. век)
- Јован Зограф (14. век), сликар из Македоније
- Лонгин Зограф (око 1530 — 1610)
- Никола Зограф (18. век)
- Јован Зоњић (1907 — 1961)
- Миладин Зорић (1974)
- Милица Зорић (1909 — 1989)
- Светозар Зорић (1854 — 1931)

|  |  |  |  |  |  |  |  |  |  |  |  |  |  |  |  |  |  |  |  |  |  |  |  |  |  |  |  |  |  |

## И
- Гргур Иванелић (1690 — ?), дубровачки сликар
- Иван Грк (14. век), сликар из Драча
- Јован Иванић (? — 1845)
- Василије Иванковић (1815 — 1898)
- Добривоје Иванковић Пики (1948)
- Дамјан Иванов (15. век), дубровачки сликар
- Арсо Ивановић (1937 — 2019)
- Божур Ивановић (1936 — 2005)
- Исидора Ивановић (1983)
- Јован Ивановић (1932 — 2017)
- Катарина Ивановић (1811 — 1882)
- Љубомир Ивановић (1882 — 1945)
- Милош Ивановић (15. век), дубровачки сликар
- Петар Ивановић (15. век), дубровачки сликар
- Радић Ивановић (15. век), дубровачки дрворезбар
- Стјепан Ивановић (15. век), дубровачки сликар
- Оља Ивањицки (1931 — 2009)
- Ђорђе Ивачковић (1930 — 2012)
- Ана Ивић (1977)
- Богољуб Ивковић (1924)
- Ивана Ивковић (1979)
- Бошко Илачевић (1934)
- Димитар Илијев (1950 — 2023)
- Ксенија Илијевић (1923 — 2005)
- Божа Илић (1919 — 1993)
- Драган Илић Ди Вого (1962)
- Ђорђе Илић (1920 — 2010)
- Мирко Илић (1956)
- Синиша Илић (1977)
- Теодор Илић Чешљар (1746 — 1793)
- Бора Иљовски (1942 — 2013)
- Драгутин Инкиостри Медењак (1866 — 1942)
- Сава Ипић (1894 — 1958)
- Јован Исајловић старији (1740 — 1807)
- Јован Исајловић млађи (1803 — 1885)
- Јефрем Исајловић (? — после 1803)

## Ј
- Ђура Јакшић (1832 — 1878)
- Милан Јакшић (1952)
- Никола Јандријевић (1910 — 1989)
- Вера Јанићијевић (1931 — 2014)
- Георгије Јанићијевић (19. век)
- Аксентије Јанковић (крај 18. века — половина 19. века)
- Амвросије Јанковић (1731 — ?)
- Владимир Јанковић (1952)
- Димитрије Јанковић (18. век), молер из Новог Сада
- Душан Јанковић (1894 — 1950)
- Љубодраг Јанковић Јале (1932 — 2022)
- Марија Јанковић (1978)
- Никола Јанковић (1702 — ?)
- Никола Јанковић (18.— 19. век), иконописац из Охрида
- Тодор Јанковић (1891 — 1936)
- Филип Јанковић (1935)
- Ђуро Јанчић (1934)
- Миодраг Јањушевић (1941 — 1979)
- Ненад Јакешевић (1950)
- Драгомир Јашовић (1937 — 2022)
- Бранко Јевтић (1887 — 1916)
- Михаило Јевтић (18. век)
- Михајло Јевтић (19. век)
- Душан Јевтовић (1925 – 2011)
- Душан Јевтовић (1951 — 2000)
- Григорије Јездимировић (1769 — ?)
- Јелена Јелача (1973)
- Небојша Јелача (1911 — 1954)
- Дивна Јеленковић (1952)
- Драган Јеленковић (1959)
- Слободан Јелесијевић (1951)
- Мара Лукић Јелесић (1885 — 1979)
- Ивана Јелић (1991)
- Александар Јеремић Цибе (1925 — 2008)
- Никола Јеремић (1887 — 1954)
- Милена Јефтић Ничева Костић (1943 — 2021)
- Игњат Јоб (1895 — 1936)
- Цвијета Јоб (1924 — 2013)
- Јован (13. век), сликар и ђакон у Македонији
- Јован (14. век), сликар са Косова
- Јован (16. век), сликар из Топлице
- Јован Козма (17. век), иконописац
- Јован (18. век), живописац из Баната
- Јован Богослов (14. век), сликар из Борче
- Радмила Јовандић Ђапић (1946)
- Александар Јовановић (18. век), сликар из Сремске Митровице
- Александар Јовановић Бириљ (1940 — 2018)
- Анастас Јовановић (1817 — 1899)
- Анита Јовановић (1979)
- Богољуб Боба Јовановић (1924 — 2021)
- Бранка Јовановић (1975)
- Гордана Јовановић (1912 — 1997)
- Даница Јовановић (1886 — 1914)
- Драган Јовановић (1945)
- Ђорђе Јовановић (1861 — 1953)
- Зоран Јовановић Добротин (1942 — 2016)
- Зоран Јовановић Јус (1951)
- Љубивоје Јовановић (1950)
- Љубинка Јовановић (1922 — 2015)
- Милосав Јовановић (1935 – 2014)
- Миомир Мики Јовановић (1963 — 2019)
- Мирослав Јовановић Далтон (1956 – 2009)
- Никола Јовановић (19. век)
- Нинослав Јовановић (1979)
- Обрад Јовановић (1949 — 2019)
- Оливер Јовановић (1967)
- Паја Јовановић (1859 — 1957)
- Светислав Јовановић (1861 — 1933)
- Светозар Заре Јовановић (1936 — 2013)
- Станоје Алојзије Јовановић (1895 — 1951)
- Михаило Мићо Јовићевић (1939 — 2020)
- Гаврило Јовчић (19. век)
- Снежана Јовчић Олђа (1967)
- Петар М. Јоксимовић (1987)
- Мартин Јонаш (1924 — 1996)
- Душица Јонић (1936)
- Коста Јосиповић (1887 — 1919)
- Јосиф (18. век), иконописац их Славоније
- Вера Јосифовић (1921 — 2001)
- Младен Јосић (1897 — 1972)
- Гордана Јоцић (1943 — 1989)
- Живко Југовић (1855 — 1908)
- Матеј Јунчић (15. век), дубровачки сликар
- Радашин Јунчић (15. век), дубровачки сликар

|  |  |  |  |  |  |  |  |  |  |  |  |  |  |  |  |  |  |  |  |  |  |  |  |  |  |  |  |  |  |

## К
- Вања Кавурић (1945 — 1977)
- Ирена Казазић (1972) (en:Irena Kazazić)
- Драгош Калајић (1943 — 2005)
- Расодер Калист (14. век), сликар из Скопља
- Роберт Калмаревић (1955)
- Оливера Кангрга (1923 — 1999)
- Драгољуб Кажић (1922 — 1999)
- Ирена Казазић (1972)
- Гордана Казимировић Јанков (1963)
- Драгош Калајић (1943 — 2005)
- Радован Калиновић (1854 — ?)
- Јасмина Калић (1961)
- Роберт Калмаревић (1955)
- Љерка Калчић (1942)
- Петар Камбер (1823 — 1860)
- Светозар Каменовић (1921 — 1979)
- Оливера Кангрга (1923 — 1999)
- Јарослав Кандић (1931 — 2004)
- Момо Капор (1937 — 2010)
- Божидар Карађорђевић (1862 — 1908)
- Смаил Караило (1940)
- Пиво Караматијевић (1912 — 1963)
- Тара Караматијевић (1968)
- Бошко Карановић (1924 — 2009)
- Родољуб Карановић (1948)
- Тамара Карјук Драхош (1970)
- Богумил Карлаварис (1924 — 2010)
- Наташа Каталина (1977)
- Јосиф Катурић (? —1942)
- Дарија Качић (1959)
- Слободан Каштаварац (1952)
- Вера Кекић (1977)
- Милан Керац (1914 — 1980)
- Ласло Керекеш (1954 — 2011)
- Десанка Керечки Мустур (1936 — 2011)
- Милан Кечић (1910 — 1998)
- Јован Кешански (1879 — 1940)
- Милан Кешељ (1949 — 2017)
- Босиљка Кићевац Поповић (1932 — 2016)
- Драган Кићовић (1962)
- Јован Клајић (1815 — 1888)
- Бернат Клајн (1922 — 2014)
- Јозеф Клаћик (1949)
- Дејан Клинцов (1963)
- Никола Клисић (1941)
- Бранка Кнежевић Јанковић (1950)
- Весна Кнежевић (1959)
- Петар Кнежевић Пимен (1871 — 1948)
- Слободан Кнежевић (1948)
- Стеван Кнежевић (1940 — 1995)
- Радомир Кнежевић (1957)
- Урош Кнежевић (1811 — 1876)
- Јан Књазовић (1925 — 1985)
- Иван Ковалчик Милешевац (1968)
- Антоније Ковачевић (1848 — 1883)
- Богдан Ковачевић (1937)
- Божидар Ковачевић (1934 — 2010)
- Босиљка Ковачевић Мијатовић (1910 — 1993)
- Бранко Ковачевић (1911 — 1988)
- Бранко Ковачевић (1910 — 1999)
- Видосава Ковачевић (1889 — 1913)
- Живојин Ковачевић (1928 — 2009)
- Ивица Ковачић Штифла (1950)
- Леон Коен (1859 — 1934)
- Србољуб Којадиновић (1942 — 2018)
- Трипо Кокоља (1661 — 1713)
- Душан Кокотовић (1888 — 1953)
- Љубомир Кокотовић (1936 — 2022)
- Илија Коларић (1926 — 2004)
- Кузман Коларић (друга половина 19. века — после 1819)
- Стјепан Фјодоровић Колесников (1879 — 1955)
- Константин (14. век), сликар из Раванице
- Константин (18. век), сликар из Милешеве
- Анастас Константиновић (19. век)
- Милан Коњовић (1898 — 1993)
- Стипан Копиловић (1887 — 1924)
- Никола Косић (1993)
- Никола Никша Косић (1953)
- Драган Косовац (1952 — 2006)
- Драган Костић (1933 — 2016)
- Емилио Костић (1933 — 2021)
- Зорица Костић (1937 — 2011)
- Милутин Костић (1942)
- Владимир Костин (1904 — 1935)
- Илија Костов (1941)
- Еуген Кочиш (1955)
- Сава Крабулевић (око 1650 — после 1706)
- Миша Михајло Кравцев (1962)
- Радован Крагуљ (1935 — 2022)
- Јарослав Кратина (1893 — 1937)
- Теодор Димитријевић Крачун (40е године XVIII века — 1781)
- Иван Крижан (1944)
- Лиза Крижанић (1905 — 1982)
- Пјер Крижанић (1890 — 1962)
- Драгослав Крнајски (1953)
- Марко Крсмановић (1930 — 1991)
- Милена Крсмановић (1946)
- Ранко Крстајић (1952)
- Димитар Крстевић (1819 — 1873), зограф из Тресонче
- Велизар Крстић (1947 — 2020)
- Владимир Крстић (1959)
- Владимир Крстић-Чукарка (1934)
- Добринка Крстић Бељић (1934 — 2021)
- Ђорђе Крстић (1851 — 1907)
- Чедомир Крстић (1923 — 1988)
- Зоран Круљ (1957)
- Славко Крунић (1974)
- Лазар Крџалић (1853 — 1926)
- Богдан Кршић (1932 — 2009)
- Слободан Кузманов (1947 — 2016)
- Мирко Кујачић (1901 — 1987)
- Коста Кулунџић (1972)
- Александар Кумрић (1898 — 1983)
- Мајда Курник (1920 — 1967)
- Александар Курузовић (1967)
- Марко Кусмук (1985)
- Тамара Кусовац (1970)
- Јован Кутлија (19. век)
- Михаило Кутлија (19. век)
- Кирил Кутлик (1869 — 1900)
- Иво Кушанић (1924 — 2003)

|  |  |  |  |  |  |  |  |  |  |  |  |  |  |  |  |  |  |  |  |  |  |  |  |  |  |  |  |  |  |

## Л
- Синиша Лабус (1971)
- Александар Лазаревић Шаца (1888 — 1914)
- Анђелија Лазаревић (1885 — 1926)
- Божидар Лазаревић Дода (1932 — 1976)
- Грујица Лазаревић (1935 — 2003)
- Димитрије Лазаревић (19. век)
- Драгомир Лазаревић (1920 — 2013)
- Радмила Лазаревић (1940)
- Славољуб Саша Лазетић (1950)
- Владимир Миша Лазић (1920 — 1941)
- Милош Лазић (1949)
- Небојша Лазић (1965)
- Лазовићи (Лазаревићи), породица иконописаца и сликара из 18/19 века
- Алексије Лазовић (око 1774 — 1837)
- Симеон Лазовић (око 1745 — 1814/1817)
- Цветко Лаиновић (1931 — 2006)
- Александар Лакић (1922 — 1988)
- Ратко Лалић (1944 — 2023)
- Владислав Лалицки (1935 — 2008)
- Соња Ламут (1949)
- Ђорђе Лацковић (1817) у манастиру Враћевшници
- Константин Лекић Милинковић (1780 — 1838)
- Леонтије (17. век), иконописац
- Карол Милослав Лехотски (1879 — 1929)
- Алберт Леш (1946)
- Радмила Лиздек (1970)
- Боривоје Боро Ликић (1932)
- Стефан Ликић (18. век), иконописасц
- Велимир Велиша Лековић (1910 — 1971)
- Ђорђе Лобачев (1909 — 2002)
- Милица Лозанић Петровић (1915 — 2003)
- Предраг Лојаница (1973)
- Иван Локин (1970)
- Лонгин (16. век), сликар Пећке патријаршије
- Илија Лончаревић (? —1841)
- Драган Лубарда (1933 — 2017)
- Ђуро Лубарда (1942)
- Петар Лубарда (1907 — 1974)
- Жика Лукић (1935 — 2002)
- Иванка Лукић Шотра (1913 — 1984)
- Јован Лукић (1942)
- Милан Лукић (1945 — 2013)
- Светолик Лукић (1908 — 1980)
- Стефан Лукић (1985)
- Александар Луковић (1924 — 2014)
- Војислав Луковић (1960)
- Предраг Бајо Луковић (1958)
- Иван Лучев (1904 — 1958)
- Тахир Лушић (1949 — 2013)

## Љ
- Владан Љубинковић (1951)
- Вук Љубисављевић (1987)

|  |  |  |  |  |  |  |  |  |  |  |  |  |  |  |  |  |  |  |  |  |  |  |  |  |  |  |  |  |  |

## М
- Ђоко Мазалић (1888 — 1975)
- Јован Мазалић Богуновић (1760 — 1840)
- Виктор Мајданџић (1931)
- Озренка Мајсторовић Илић (1960 — 2004)
- Макарије  (друга половина 14. века — прва половина 15. века), иконописац
- Макарије (17. век), иконописац са Свете Горе
- Бранислав Макеш (1938 — 2020)
- Боривоје Максимовић (1935)
- Стеван Максимовић (1910 — 2002)
- Драган Малешевић Тапи (1949 — 2002)
- Душан Малешевић (1935 — 2008)
- Горан Малић (1947)
- Јован Мангафа (17. век)
- Здравко Мандић (1935 — 2012)
- Зоран Мандић (1930)
- Мирослав Мандић (сликар) (1949)
- Перо Мандић (1938)
- Светислав Мандић (1921 — 2003)
- Милан Манић (1979)
- Сава Манојловић Дубровски (1960)
- Софија Манојловић Протић (1828 — 1917)
- Петар Манчун (1803 — 1880), дубровачки бакрорезац
- Мирјана Маодуш (1942)
- Анујка Маран (1918 ― 1983)
- Мирјана Мареш (1928 — 2006)
- Владислав Маржик (1896 — 1981)
- Ана Маринковић (1881 ― 1973)
- Зоран Маринковић (1966)
- Иван Маринковић (1885 — 1947)
- Милан Циле Маринковић (1947)
- Михо Маринковић (1883 — 1933)
- Снежана Маринковић (1949)
- Димитрије Дишко Марић (1935)
- Мирко Марић (1949)
- Славко Марић (1921 — 1995)
- Зоран Марјановић (1948 — 2003)
- Предраг Марјановић (1948 — 2025)
- Михајло Марјанчевић (1932)
- Марко (14. век), сликар из Хиландара
- Весна Марковић (1950)
- Војислав Марковић (1929 — 2007)
- Георгије Марковић (19. век), славонски сликар
- Дарко Марковић Дар-Мар (1940 — 2016)
- Димитрије Марковић (1853 — 1919)
- Душан Б. Марковић (1948)
- Живојин Марковић (1933)
- Илија Марковић (19. век), сликар из Сремске Каменице
- Јоаким Марковић (око 1685 — 1757)
- Јованка Страјнић Марковић (1883 — 1970)
- Милија Марковић (1812 — 1877), иконописац
- Милисав Марковић (1863 — 1910)
- Милутин Марковић (1872 — после 1914.)
- Милован Де Стил Марковић (1957)
- Момчило Мома Марковић (1902 — 1977)
- Мома Марковић (1927 — 2013)
- Наташа Будимлија Марковић (1972)
- Никола Марковић (1843 — 1889)
- Никола Марковић (1894 — 1964)
- Рада Марковић (1960)
- Радован Марковић (1840 — ?)
- Срђан Ђиле Марковић (1959)
- Томислав Марковић (1953 — 2024)
- Маровићи (18. век), дуборесци из Новог Сада
- Саша Марковић Микроб (1959 — 2010)
- Божидар Николин Маркојевић (15. век), дубровачки сликар
- Стеван Маркуш (1962)
- Ана Марија Маровић (1815 — 1887)
- Аксентије Мародић Шаца (1838 — 1909)
- Игнације Мартинели (1624 — 1656), дубровачки сликар
- Рафо Мартини (1771 — 1846), дубровачки сликар
- Драган Мартиновић (1957)
- Милан Мартиновић (1931 — 2007)
- Петар Мартиновић (1932 — 2011)
- Марио Маскарели (1918 — 1996)
- Даница Масниковић (1941)
- Никола Масниковић (1936 — 2003)
- Бојана Матејић (1984)
- Фрањо Матијин (16. век), дубровачки сликар
- Вера Матић Јоцић (1912 — 2000)
- Зоран Матић (1960 — 2004)
- Миливоје Мауковић (1851 —1881)
- Ференц Мауриц (1945)
- Милић од Мачве (1934 — 2000)
- Александар Машић (1852 — 1902)
- Душан Машић (1935 — 2008)
- Никола Машић (1852 — 1902)
- Душан Машовић (1921 — 2017)
- Слободанка Матић (1947)
- Зуска Медвеђова (1897 — 1985)
- Јован Мелентијевић (18. век), сликар из Срема
- Реџеп Мемишевић (1937)
- Вила Мемуна Богданић (1934 — 2004)
- Меркурије (14. век), иконописац
- Рајка Мерћеп (1904 — 1963)
- Јанош Месарош (1943)
- Петар Меселџија (1965)
- Милена Мијалковић Николић (1923 — 2015)
- Вукосава Мијатовић Теофановић (1937— 2018)
- Касја Мијатовић Ухлик (1932)
- Душан Микоњић (1940)
- Наталија Миладиновић (1988)
- Павле Миладиновић (1946)
- Александар Милановић (1987)
- Владимир Милановић (1979)
- Ђорђе Милановић (1922 — 1987)
- Иван Вања Милановић (1954)
- Андреја Миленковић (1923 — 2005)
- Иван Миленковић (1988)
- Миодраг Мића Миленковић (1950)
- Радослав Лале Миленковић (1926 — 2014)
- Здравко Милинковић (1943)
- Витомир Милетић Витата (1967)
- Горица Милетић Омчикус (1969)
- Милан Милетић (1950)
- Милица Миливојевић (1889 — 1963)
- Вера Милић (1900 — 1943)
- Лазар Милић (19. век), сликар из Баната
- Слободан Милић (1938 — 2000)
- Драгана Милисављевић (1941)
- Предраг Милићевић - Барбаријен (1963 — 2013)
- Коста Миличевић (1877 — 1920)
- Јоаникије Милковић (1765 — 1802)
- Ђорђе Миловановић (1850 — 1919)
- Милан Миловановић (1876 — 1946)
- Михаило Миловановић (1879 — 1941)
- Стеван Миловановић (1882 — 1926), из Опова
- Матко Миловић (15. век — 16. век), дубровачки сликар
- Танаско Миловић (1900 — 1964)
- Љубомир Љубо Милојевић (1934 — 2015)
- Љубомир Милојевић (1948 — 1998)
- Никола Милојевић (1865 — 1942)
- Божидар Милојковић (1952)
- Божидар Боле Милорадовић (1934)
- Пеђа Милосављевић (1908 — 1987)
- Стеван Милосављевић (1881 — 1926)
- Слађана Милошановић (1973)
- Милена Милошевић (1969)
- Мило Милуновић (1897 — 1967)
- Михаел Милуновић (1967)
- Љубиша Милутиновић, (1877 — 1948)
- Миодраг Милутиновић (1989)
- Нико Миљан (1891 — 1962)
- Биљана Миљковић (1963)
- Радомир Миљковић (1931)
- Бранко Миљуш (1936 — 2012)
- Бранимир Бане Минић (1938)
- Милан С. Минић (1889 — 1961)
- Душан Миновски (1953)
- Борис Миодраг (1934)
- Радован Миразовић (1950)
- Драгутин Митриновић (1903 — 1997)
- Витомир Митровић (1935)
- Маројица Митровић (1950)
- Милун Митровић (1922 — 2010)
- Митрофан (17. век), иконописац
- Георгије Митрофановић (XVII век)
- Михаило (15. век), которски сликар
- Михаило (17. век), влашки сликар
- Драган Михаиловић (1950)
- Душан Михаиловић (1922 — 2021)
- Јанко Михаиловић (1792 — 1858), иконописац
- Јеремија Михаиловић (1785 — 1825)
- Милорад Бата Михаиловић (1923 — 2011)
- Слободан Михаиловић (1932)
- Михајло (18. век), сликар из Житомислића
- Михајло из Болоње (14. век), иконописац
- Бранислав Михајловић (1961)
- Вељко Михајловић (1948)
- Ђорђе Михајловић (1875 — 1919)
- Јован Михајловић (1890 — 1925)
- Миленко Михајловић (1953)
- Милорад Михајловић (1936 — 2018)
- Никола Михајловић (1885 — 1942)
- Каролина Михановић (1847 — 1895)
- Мирјана Михаћ (1924 — 2006)
- Велизар Васа Михић (1933)
- Савета Михић (1929 — 2021)
- Владан Мицић (1944)
- Раденко Мишевић (1920 — 1995)
- Сава Мишић (1992)
- Александар Мишковић (19. век), сликар из Панчева
- Георгије Мишковић (18. век), иконописац
- Душан Мишковић (1915 — 1993)
- Мојсије Мишковић (1798 — 1865), гравер из Баната
- Александар Младеновић (1967)
- Милорад Младеновић (1966)
- Миша Младеновић (1936)
- Светислав Младеновић (1917 — 1995)
- Миодраг Млађовић (1960)
- Драган Мојовић (1942 — 2001)
- Владимир Мојсиловић (1973)
- Мирјана Мојсић (1948)
- Драган Момиров (1962)
- Драган Момчиловић (1952)
- Драгослав Момчиловић (1938)
- Рафаило Георгије Момчиловић (1875 — 1941)
- Саша Монтиљо (1978)
- Десанка Морар (1946)
- Марклен Мосијенко (1928 — 2016)
- Мариоара Моторојеску (1928 — 1991)
- Петар Мошић (1981 — 2025)
- Мирјана Денков Мраовић (1962)
- Мила Мрачевић (1958)
- Доброслав Мишко Мрдак (1949 — 2009)
- Љубица Мркаљ (1946)
- Остоја Мркојевић (17. век), иконописац
- Емануел Маша Муановић (1880 — 1944)
- Зоран Мујбеговић (1950)
- Анђела Мујчић (1981)
- Марко Мурат (1864 — 1944)
- Павел Мургуловић (1834) живописац у Темишвару
- Богдан В. Мусовић (1941)
- Тафил Мусовић (1950)
- Трајко Муфтински (1895 — 1963)

|  |  |  |  |  |  |  |  |  |  |  |  |  |  |  |  |  |  |  |  |  |  |  |  |  |  |  |  |  |  |

## Н
- Миодраг Нагорни (1932 — 2016)
- Мирко Најдановић
- Марина Накићеновић (1950)
- Живорад Настасијевић (1893 — 1966)
- Живорад Настасијевић (1932)
- Зоран Настић (1948 — 2022)
- Борислава Недељковић Продановић (1948)
- Василије Недељковић (18. век)
- Јован Недељковић (19. век)
- Катарина Недељковић (1989)
- Миодраг Недељковић (1927 — 2004)
- Слободан Недељковић (1952)
- Јаков Недић (18. век), иконописац
- Дејан Ненадов (1966)
- Гаврило Ненадовић (19. век), иконописац
- Петар Ненадовић (19. век), живописац
- Мирослав Нешић (1945 — 2015)
- Андријана Богдановић Нешковић (1970)
- Јелка Нешковић Думовић (1930 — 2012)
- Никола Нешковић (1729 — 1785)
- Предраг Пеђа Нешковић (1938)
- Никола (17. век), ваљевски сликар
- Никола (19. век), чачански сликар
- Грк Никола (18. век — 19. век), которски сликар
- Миливој Николајевић (1912 — 1988)
- Петар Николајевић Молер (1775 — 1816)
- Бојана Николић (1980)
- Божидар Божо Николић (1904 — 1956)
- Бојана Николић (1980)
- Велизар А. Николић (1852 — ?)
- Вера Николић Подринска (1886 — 1972)
- Вишња Николић (1983)
- Георгије Николић (18. век), дрворезбар
- Гордан Николић (1951)
- Душан Б. Николић Сима (1938 — 1998)
- Лазар Николић (1824 — 1889)
- Немања Николић (1987)
- Никола Николић Николица (1937 —  2021)
- Павле Николић (1730 — ?) иконописац у Пешти
- Рајна Николић (1942)
- Ристо Николић (19. век), иконописац
- Сава Николић (1920 — 1981)
- Сава Николић-Пољански (1945)
- Лука Никшић (18. век), иконописац
- Стеван Никшић-Лала (1853 — 1938)
- Стојан Николић (1859 — 1882)
- Иво Новаковић (1913 — 1941)
- Миливоје Новаковић Кањош (1938)
- Нада Новаковић (1915 — 1993)
- Владимир Новосел (1883 — 1961)
- Уна Новосел (1988)
- Душан Нонин (1924 — 2001)
- Биљана Нонковић Балашевић (1983)

## О
- Александар Обрадовић (1956)
- Вукица Обрадовић Драговић (1933)
- Гмитар Обрадовић (1935 — 2008)
- Огњановићи, породица дубровачких уметника
- Данијел Озмо (1912 — 1942)
- Иван Округлић (15. век), дубровачки сликар
- Шандор Олах (1886 — 1966)
- Бранко Омчикус (1922 — 2011)
- Петар Омчикус (1926 — 2019)
- Софија Омчикус (1890 — 1965)
- Вељко Оњин (1909 — ), свештеник и сликар из Чоке
- Вељко Оњин (1978)
- Весна Опавски (1976)
- Јасна Опавски (1974)
- Анкица Опрешник (1919 — 2005)
- Захарије Стефановић Орфелин (1726 — 1785)
- Јаков Орфелин (ср. 18. века — 1803)
- Василије Остојић (1730 — 1791)
- Петар Остојић (18. век — 19. век), живописац из Новог Сада
- Душан Оташевић (1940)
- Љиљана Лили Оташевић (1969)

|  |  |  |  |  |  |  |  |  |  |  |  |  |  |  |  |  |  |  |  |  |  |  |  |  |  |  |  |  |  |

## П
- Оливера Гаврић Павић (1964)
- Божидар Павићевић Зодијак (1948 — 2015)
- Небојша Павковић (1946)
- Богдан Павловић (1969)
- Драгољуб Павловић (1875 — 1955)
- Живко Павловић (19. век) „молер пожаревачки“
- Зоран Павловић (1932 — 2006)
- Лепосава Павловић (1906 — 2004)
- Љиља Павловић Дир (1947)
- Милена Павловић-Барили (1909 — 1945)
- Миливој Мишко Павловић (1965)
- Михаил Мило Павловић (1935 — 2014)
- Ружица Беба Павловић (1927 — 2022)
- Чедомир Павловић (1922 — 1999)
- Александар Пајванчић (1940)
- Снежана Пајевић Кезеле (1951 — 2020)
- Споменка Павловић (1921 — 1989)
- Душан Пајин (1942)
- Миле В. Пајић (1958)
- Дарко Пајчин (1978)
- Петар Паликрушић (19. век), сликар из Котора
- Мартин Палушка (1913 — 1984)
- Илија Ика Пандуровић (1933 — 2013)
- Деса Пантелић (1926 — 2013)
- Коста Пантелић (1802 — 1882)
- Адам Пантић (1962)
- Јован Пантић (1950)
- Тамара Пантић (1985)
- Ђуро Панчић (19. век)
- Саша Панчић (1965)
- Видан Папић (1960)
- Димитрије Парамендић (1911 — 1982)
- Неша Париповић (1942)
- Александра Паскутини Стјепановић (1938)
- Јован Пачић (1771 — 1849)
- Стојан Пачов (1934 — 2015)
- Драган Пауновић (1981)
- Илија Пауновић (1930 — 2021)
- Јосипа Пепа Пашћан (1930 — 2018)
- Славко Пејак (1952)
- Бранислав Пејовић (1936 — 1988)
- Радован Пејовић Ријечки (1946)
- Слободан Пејовић (1932 — 2009)
- Стипе Пекић (1908 — 1944)
- Саво Пековић (1957)
- Слободан Пеладић (1962 — 2019)
- Владимир Перић (1962)
- Јефта Перић (1895 — 1966)
- Милан Перишић (1937)
- Слободан Перишић (1945)
- Љубомир Перчинић (1939)
- Феликс Петанчић (око 1455 — после 1517)
- Иван Петковић (1921 — 1975)
- Никола Петковић (1893 — 1952)
- Пал Петрик (1916 — 1996)
- Душан Петричић (1946)
- Методи Мета Петров (1920 — 1995)
- Михаило Петров (1902 — 1983)
- Арсеније Петровић (1803 — 1870)
- Бошко Петровић (1922 — 1982)
- Бранимир Петровић (1888 — 1957)
- Вишња Петровић (1960)
- Градимир Петровић (1935 — 2001)
- Димитрије Петровић (19. век)
- Добривоје Бобан Петровић (1947)
- Ђорђе Петровић (1933 — 2015)
- Живојин Петровић (1951)
- Живко Петровић (1806 — 1868)
- Зора Петровић (1894 — 1962)
- Зоран Петровић (1921 — 1996)
- Илија Петровић (19. век), иоконописац
- Јелисавета Ч. Петровић (1896 — 1960)
- Кузман Петровић (18. век), живописац из Срема
- Ладислав Еуген Петровић (1839 — 1907)
- Љубиша Петровић (1926 — 2019)
- Матија Петровић (19. век), сликар из Бачке
- Милан Петровић (1893 — 1978)
- Милић Петровић (1941)
- Миодраг Петровић (1888 — 1950)
- Миодраг Мишко Петровић (1946)
- Надежда Петровић (1873 — 1915)
- Никола Петровић (18. век), сликар из Илока
- Никола Петровић (1893 — 1952)
- Павел Петровић (1818 — после 1856)
- Роман Петровић (1896 — 1947)
- Сава Петровић (1794 — 1857)
- Светислав Петровић (1921 — 2012)
- Слободан Петровић (1921 — 1999)
- Снежана Петровић (1977)
- Христофор Петровић (19. век)
- Данка Петровска (1946)
- Зоран Петрушијевић (1943)
- Адалберт Бела Пехан (1906 — 1986)
- Јожеф Пехан (1875 — 1922)
- Димитрије Пецић (1961)
- Ђорђе Ђура Пецић (1837 — 1929)
- Милорад Пешић Мијак (1924 — 2008)
- Никола Пешић (1973)
- Нада Пивац (1926 — 2008)
- Моша Пијаде (1890 — 1957)
- Никола Пилиповић (1957)
- Михајло Писањук (1934 — 2016)
- Божидар Плазинић (1954)
- Ивона Плескоња (1974)
- Татјана Поздњаков (1931 — 2010)
- Богданка Познановић (1930 — 2013)
- Бранко ве Пољански (рођен као Бранислав Мицић, 1897 — 1947)
- Васа Поморишац (1893 — 1961)
- Павел Поп (1948 — 2019)
- Предраг Попара (1973)
- Аксентије Поповић (18. век — 19. век), живописац
- Атанасије Поповић (1885 — 1948)
- Бранко Поповић (1882 — 1944)
- Василије Поповић Цицо (1914 — 1962)
- Георгије Поповић, (1784 — 1847)
- Григорије Поповић (18. век), иконописац
- Димитрије Поповић (1727 — 1796)
- Димитрије Поповић (19. век), иконописац
- Димитрије Поповић (1951)
- Ђорђе Ђоко Поповић (1887 — 1911)
- Ђорђе Поповић (1909 — 1962)
- Зора Поповић (1902 — 1978)
- Јефтимије Поповић (1792 — 1876)
- Јеремија Поповић (19. век), иконописац
- Јован Поповић (1794 — 1858), иконописац из Великог Бечкерека
- Јован Поповић (1810 — 1864), из Опова
- Јован Поповић (1925 — 2012)
- Јован Поповић (1950 — 2021)
- Јована Поповић Бенишек (1965)
- Љубомир Поповић (1934 — 2016)
- Милан Поповић (1915 — 1969)
- Михаило Поповић (19. век), сликар из Петриње
- Михајло Поповић (18. век — 19. век), сликар из Ораовице
- Милан Поповић (1850 — 1875)
- Милан Поповић (1915 — 1969)
- Миодраг Мића Поповић (1923 — 1996)
- Младен Поповић (1929 — 2008)
- Недељко Поповић Шербан, банатски иконописац из 18. века
- Никола Поповић (18. век), гравер
- Павле Поповић (1938)
- Перо Поповић (1881 — 1941)
- Сава Поповић Иванов (1887 — 1955)
- Силвестар Хаџи Поповић (1700 — ?)
- Теодор Поповић, (1747 — 1807)
- Шербан Поповић (18. век), иконописац
- Димитрије Посниковић (1814 — 1891)
- Перо Почек (1878 — 1963)
- Мирко Почуча (1915 — 1988)
- Ђорђе Правиловић (1925 — 2008)
- Зоран Првановић (1942)
- Миленко Првачки (1951)
- Надежда Првуловић (1930)
- Милан Предић (1881 — 1972)
- Урош Предић (1857 — 1953)
- Павле Предраговић (1884 — 1928)
- Зора Прерадовић (1867 — 1927) сликарка из Модоша
- Александар Пријић (1920 — 1985)
- Владимир Прица (1968)
- Златко Прица (1916 — 2003)
- Михајло Прица (1948)
- Божидар Продановић (1923 — 2006)
- Ђорђе Продановић (1800 — 1864)
- Милета Продановић (1959)
- Бранко Протић (1931 — 1990)
- Владимир Протић (1878 — 1939)
- Миодраг Б. Протић (1922 — 2014)
- Михаило Бата Протић (1922 — 1999)
- Оливера Протић (1962)
- Сретен Протић (1814 — 1848)
- Ђорђе Прудников (1939 — 2017)
- Флорика Пуја (1920 — 1995)
- Ђока Путник (1851 — 1905) из Беле Цркве
- Јован Путник (1880 — 1917) из Беле Цркве
- Милена Путник (1976)

|  |  |  |  |  |  |  |  |  |  |  |  |  |  |  |  |  |  |  |  |  |  |  |  |  |  |  |  |  |  |

## Р
- Стефан Раваницки (17. век — 18. век), живописац
- Александар Радак (1820 — 1898)
- Јован Раденковић (1903 — 1979)
- Мара Раденковић Димитријевић (1896 — 1928)
- Паскоје Радичевић (15. век), дубровачки сликар
- Петар Радичевић - Пера (1931 — 2013)
- Бранислав Бане Радишић (1953)
- Ђуро Радловић (1941)
- Божидар Раднић (1914 — 1988)
- Владан Радовановић (1932 — 2023)
- Милица Радовановић (1942)
- Стјепан Радовановић (16. век), дубровачки сликар
- Божидар Бошко Радовић (1956)
- Владимир Влада Радовић (1901 — 1986)
- Вуко Радовић (1911 — 1996)
- Зоран Радовић (1940)
- Иван Радовић (1894 — 1973)
- Мина Радовић (1988)
- Миомир Радовић (1943)
- Јово Радоичић (1930 — 2017)
- Љубивоје Радоичић (1930 — 1969)
- Небојша Радојев (1946)
- Марко Радојевић (15. век), дубровачки сликар
- Марица Радојчић Прешић (1943 — 2018)
- Милутин Радојчић (1934 — 1994)
- Павле Радомировић (1811 — 1836)
- Новак Радонић (1826 — 1890)
- Марко Радоничић (1785 — 1824)
- Ђуро Радоњић (1896 — 1968)
- Ђуро Радоњић (1949)
- Милан Радоњић (1912 — 1984)
- Петар Радоњић (16. век), дубровачки сликар
- Весна Радосављевић (1945 — 2015)
- Михаило Радосављевић (18. век), земунски сликар
- Наташа Радосављевић Нара (1968)
- Никола Радосављевић (1991)
- Олга Радосављевић (1914)
- Петар Радосављевић (1790 — 19. век)
- Матко Радосалић Алегретовић (15. век), дубровачки сликар
- Радослав (15. век), српски иконописац
- Радул (17. век), сликар из Пећи
- Радул Србин (17. век), сликар из Влашке
- Бранко Радуловић (1881—1916)
- Саво Радуловић (1911 — 1991)
- Божица Рађеновић (1965)
- Андрија Раичевић (17. век)
- Милица Раичевић (1974)
- Вукац Рајановић (15. век), дубровачки сликар
- Добривој Рајић (1956)
- Здравко Рајковић (1932 — 2012)
- Зоран Рајковић (1949)
- Јосиф Рајковић, сликар из Вршца
- Матија Рајковић (1980)
- Невенка Рајковић (1949 — 2005)
- Сава Рајковић (1903 — 1977)
- Габро Рајчевић (1912 — 1943)
- Симонида Рајчевић (1974)
- Драган Ракић (1957 — 2009)
- Ђорђе Ракић (19. век), сликар из Нештина
- Слободанка Ракић Шефер (1953)
- Станче Ракић (1957)
- Јован Ракиџић (1944)
- Бранко Раковић (1967)
- Кемал Рамујкић (1947 — 2019)
- Петар Раносовић Ранос (1858 — 1918)
- Ева Рас (1941)
- Владимир Рашић (1945)
- Милан Рашић (1931 — 2018)
- Марко Рашица (1883 — 1963)
- Радмил Ратковић (15. век)
- Радосав Ратковић (16. век), дубровачки скулптор
- Џоја Ратковић Гавела (1940)
- Миладинка Рацков (1898 — 1979)
- Радомир Рељић (1938 — 2006)
- Мириам Репич-Лекић (1925 — 2015)
- Јурица Рибар (1918 — 1943)
- Богић Рисимовић (1926 — 1986)
- Бошко Рисимовић (1920 — 1986)
- Владимир Ристивојевић (1953)
- Александра Ристић (1948)
- Душан Ристић (1913 — 1995)
- Јулија Ристић Сремац (1959)
- Миодраг Ристић (1938)
- Оливера Ристић (1971)
- Миодраг Рогић (1932 — 2022)
- Слободан Роксандић (1949)
- Тома Росандић (1878 — 1958)
- Лариса Росић (1971)
- Ратомир Руварац
- Душан Ружић (1889 — 1918)

|  |  |  |  |  |  |  |  |  |  |  |  |  |  |  |  |  |  |  |  |  |  |  |  |  |  |  |  |  |  |

## С
- Габријел Савић Ра (1978)
- Дамир Савић (1970)
- Драган Савић (1923 — 2009)
- Саша Савић (1956)
- Тадија Савић (1965)
- Душан Савковић (1984)
- Ласло Салма (1948 — 2004)
- Дарко Самарџић Кодар (1971)
- Григорије Иванович Самојлов (1904 — 1989)
- Светозар Самуровић (1928 — 2001)
- Драгољуб Сандић Санди (1951 — 2000)
- Александар Секулић (1877 — 1942), академски сликар из Великог Бечкерека
- Здравко Секулић (1902 — 1965)
- Сава Секулић (1902 — 1989)
- Рада Селаковић (1952 — 2008)
- Гордана Сент Ароман (1936)
- Јован Сивачки (1947 — 2019)
- Рајко Сикимић (1925 — 1997)
- Габор Силађи (1926 — 2007)
- Павле Симић (1818 — 1876)
- Тамара Симић Васић (1963)
- Маја Сковран (1961 — 2016)
- Јовиша М. Славковић (1938 — 2022)
- Жарко Смиљанић (1956)
- Милан Совиљ (1926 — 2014)
- Љубица Сокић (1914 — 2009)
- Михаило от Соколовић (1773 — ?), молер у Будиму
- Балинт Сомбати (1950 — 2024)
- Oскар Сомерфелд (1885 — 1973)
- Феђа Соретић (1930 — 2023)
- Арсеније Петрович Сосновски (1895 — 1967)
- Слободан Сотиров (1926 — 2015)
- Младен Србиновић (1925 — 2009)
- Миланка Средановић (1942 — 2011)
- Димитрије Сретеновић Димс (1943)
- Жива Стакић (1941)
- Драгана Станаћев Пуача (1957)
- Слободан Станивук (1935 — 2015)
- Војо Станић (1924 — 2024)
- Матија Станичић (1926 — 1987)
- Оливера Станишић Штрбац (1974)
- Бранко Станковић (1915 — 1989)
- Бранко Станковић (1952)
- Миодраг Станковић (1943)
- Ненад Станковић (1965)
- Страхиња Станковић (1940 — 1998)
- Милан Станојев (1938)
- Вељко Станојевић (1892 — 1967)
- Боривоје Стевановић (1878 — 1977)
- Јовица Стевановић (1947)
- Милица Стевановић (1933)
- Момчило Стевановић (1903 — 1990)
- Тодор Стевановић (1937)
- Радомир Стевић Рас (1931 — 1982)
- Радмила Степановић (1948)
- Едуард Степанчић (1908 — 1991)
- Адам Стефановић (1832 — 1887), сликар из Перлеза
- Настас Стефановић, иконописац
- Мирко Стефановић (1931)
- Миро Стефановић (1953)
- Татјана Стефановић Зарин (1924 — 2011)
- Теодор Стефановић (18. век), иконописац
- Ристо Стијовић (1894 — 1974)
- Благоје Стојановић (1906 — 1984)
- Василије Стојановић Васа (1955)
- Добри Стојановић (1943)
- Драгослав Стојановић (1890 — 1945)
- Драгослав Стојановић Сип (1920 — 1976)
- Загорка Стојановић (1939 — 2024)
- Мирослав Стојановић Пирке (1939)
- Смиља Стојановић Табак (1907 — 1958)
- Сретен Стојановић (1898 — 1960)
- Сузана Стојановић (1969)
- Трајко Стојановић Косовац (1934 — 2002)
- Невена Стојинов (2000)
- Драган Стојков (1951)
- Сава Стојков (1925 — 2014)
- Мило Стојковић (1934 — 2019)
- Стојко Стојковић (1938 — 2006)
- Живко Стојсављевић (1900 — 1978)
- Димитар Стојчевски (1936 — 2021)
- Зоран Стошић Врањски (1936 — 2022)
- Ивица Стошић (1985)
- Светислав Страла  (1891 — 1957)
- Марко Ступар (1936 — 2021)
- Слободанка Ступар (1947)
- Бранислав Суботић Субе (1926 — 2004)
- Владан Суботић (1940 — 2022)
- Мојсије Суботић (1730 — 1789) иконописац у Великим Бастајима
- Стефан Суботић (1770 — 1834) академски сликар и иконописац
- Паулина Сударски (1914 — 1943)
- Јарослав Супек (1952 — 2009)
- Дојчин Сучевић (1921 — 1944)
- Драгомир Сушић-Суле (1937 — 2020)

|  |  |  |  |  |  |  |  |  |  |  |  |  |  |  |  |  |  |  |  |  |  |  |  |  |  |  |  |  |  |

## Т
- Александар Табаковић (1856 — 1880)
- Ђорђе Табаковић (1897 — 1971)
- Иван Табаковић (1898 — 1977)
- Љубомир Танасковић (1942 — 2017)
- Марија Танасковић Пападопулос (1976), сликарка, вајарка и дизајнерка из Чикага
- Тања Тарновска (1931)
- Данијела Тегетлија (1985)
- Стефан Тенецки (1720 — 1798), племић сликар из Арада
- Георгије Тенецки (1750 — ), племић сликар из Арада
- Милош Тенковић (1849 — 1890)
- Арсен Теодоровић (1767 — 1826)
- Ђурђе Теодоровић (1907 — 1986)
- Невена Теокаревић (1933 — 2009)
- Милан Тепавац (1957)
- Бисенија Терешченко (1974)
- Драго Терзић (1956)
- Халил Тиквеша (1935)
- Олга Тиран (1925 — 1992)
- Димитрије Г. Тирол, (1793 —1857), из Темишвара
- Владислав Тителбах (1847 — 1925)
- Андреј Тишма (1952)
- Раде Товладијац (1961)
- Владислав Тодоровић (1933 —1988)
- Војислав Тодоровић (1933 — 2008)
- Зоран Тодоровић (1965)
- Милева Мица Тодоровић (1897 — 1981)
- Полексија Тодоровић (1848 —1939)
- Стеван Тодоровић (1832 — 1925)
- Станка Тодоровић (1946 — 2018)
- Драгољуб Раша Тодосијевић (1945)
- Алекса Лексо Томашевић (1887 — 1932)
- Александар Томашевић (1921 — 1968)
- Марија Топаловић (1988)
- Јасна Тополски (Игуманија Ефимија, 1965)
- Милан Тошић (1960)
- Урош Тошковић (1932 — 2019)
- Слободан Трајковић (1954)
- Дмитар Тривић (1919 — 1990)
- Драгољуб Триндић (1969)
- Радислав Раша Тркуља (1938 — 2016)
- Радован Трнавац Мића (1950 — 2024)
- Селман Тртовац (1970)
- Марко Трумић, (1882 — ?), сликар и наставник, из Баранде
- Стојан Трумић (1912 — 1983)
- Живојин Турински (1935 — 2001)
- Милан Туцовић (1965)

## Ћ
- Ервин Ћатовић (1966)
- Стојан Ћелић (1925 — 1992)
- Вјекослав Ћетковић (1935)
- Риста Ћинкулов (1922 —  2002)
- Вера Ћирић (1914 —  1954)
- Милорад Ћирић (1912 — 1994)
- Милош Ћирић (1931 — 1999)
- Драган Ћирковић (1909 — 1976)
- Јелена Ћирковић (1910 — 1975)
- Милорад Ћоровић (1932 — 2010)
- Вук Ћук (1987)
- Душан Ћурковић (1923 — 1985)
- Петар Ћурчић (1938 — 2021)

## У
- Петар Убавкић (1852 — 1910)
- Драгомир Угрен (1951)
- Миливоје Узелац (1894 — 1977)
- Соња Бриски Узелац (1946)
- Дејан Уларџић (1956)
- Миливоје Унковић (1944)
- Гергељ Гера Урком (1940)

## Ф
- Меџид Факић (1960)
- Јосип Фалта (1862 — 1896)
- Ана Фафулић (1984)
- Емерик Фејеш (1904 — 1969)
- Михајло Ференчевић (19. век)
- Владимир Филаковац (1892 — 1972)
- Михаило Мина Филимоновић (око 1825 — 1857)
- Бранко Филиповић-Фило (1924 — 1997)
- Ивана Маркез Филиповић (1976)
- Љубица Филиповић Лазаревић (1885 — 1975)
- Петре Граката Филиповић (19. век), резбар из Крушева
- Сања Филиповић (1973)
- Драгољуб Фируловић Фирул (1956)
- Исидора Фићовић (1977)
- Тијана Фишић (1966)
- Славко Флегел (1894 — 1975)
- Илија Фонламов Францисковић (1996)
- Јанко Фрчковски (1882 — 1952)
- Макарије Фрчковски (1806 — 1863), резбар из Македоније

## Х
- Коста Хакман (1899 — 1961)
- Јанко Халкозовић (? — 1794)
- Зузана Халупова (1925 — 2001)
- Михајло Хамзић (1482 — 1518), дубровачки сликар
- Алексеј Васиљевић Ханзен (1876 — 1937)
- Михал Хасик (1946 — 2021)
- Војислав Хаџидамјановић  (1895 — 1980)
- Зафир Хаџи Димитров  (1926)
- Хаџи Рувим (1752 — 1804)
- Александар Хецл (1926 — 1991)
- Јелена Хинић (1972)
- Радован Хиршл (1946 — 2015)
- Катарина Хлавачова (1913 — 1992)
- Јан Хлпка (1965)
- Пал Хомонај (1922 — 2010)
- Сабахудин Хоџић (1909 — 1982)
- Нусрет Хрвановић (1939)
- Христофор Рачанин (17. век), илуминатор
- Лајош Хусвет (1894 — 1956)
- Антон Хутер (1905 — 1961)

## Ц
- Биљана Царић (1976)
- Ана Цвејић (1985)
- Цветко (16. век), сликар из Берана
- Иван Цветко (1924 — 1996)
- Александар Цветковић (1947)
- Драган Цветковић Цвеле (1961)
- Наталија Цветковић (1888 — 1928)
- Ана Церовић (1974)
- Властислав Цеснак (1945 — 2019)
- Драгутин Цигарчић (1922 — 1985)
- Томислав Цико (1930 — 1982)
- Милан Цмелић (1925 — 1995)
- Драган Цоха (1955 — 2018)
- Миодраг Црвеница (1947)
- Христифор Црниловић (1886 — 1963)
- Франц Цурк (1949)

|  |  |  |  |  |  |  |  |  |  |  |  |  |  |  |  |  |  |  |  |  |  |  |  |  |  |  |  |  |  |

## Ч
- Милица Чађевић (1890 — 1947)
- Ристо Чајкановић (1850 — 1900)
- Гала Чаки (1987)
- Зоран Чалија (1963)
- Стеван Чалић (1892 — 1943)
- Павел Чањи (1953)
- Ђорђе Ј. Чарапић, односно Георг Фусек (1876 — 1941)
- Снежана Вукићевић Чворо (1960)
- Славољуб Чворовић (1934 — 2011)
- Алекса Челебоновић (1917 — 1987)
- Марко Челебоновић (1902 — 1986)
- Јадвига Четић (1909 — 1978)
- Милан Четић (1904 — 1979)
- Катица Чешљар Мирковић (1932 — 2018)
- Теодор Илић Чешљар (1746 — 1793)
- Мирјана Чиплић Курузовић (1937 — 2000)
- Богдан Чобал (1942)
- Данило Чолаковић (1823 — ?)
- Живан Чолаковић (1786 — 1846)
- Миша Чоловић (1944 — 2021)
- Павле Чортановић (1830 — 1903)
- Петар Чортановић (1800 — 1868)
- Вера Чохаџић (1910 — 2003)
- Милена Чубраковић (1924 — 2004)
- Ђорђе Чутуковић (1888 — 1976)

## Џ
- Никола Џанга (1892 — 1960)
- Милорад Џелетовић (1936 — 2012)
- Сузана Џелатовић (1989)
- Александар Џигурски (1911—1995)
- Божидар Џмерковић (1930)
- Добрила Џоџо (1934)
- Зулфикар Џумхур (1921 — 1989)

## Ш
- Марија Шавија (1975)
- Наташа Шавија (1967)
- Александра Шарановић (1966)
- Бојан Шарчевић (1974)
- Тодор Швракић (1882 — 1931)
- Леонид Шејка (1932 — 1970)
- Драган Шекарић Шекс (1957), сликар из Торонта
- Јована Митић Шелмердин (1984)
- Миленко Шербан (1907 — 1979)
- Геза Шетет (1953)
- Нинослав Шибалић (1939 — 2004)
- Анита Шимић (1975)
- Босиљка Шипка (1946)
- Кемал Ширбеговић (1939 — 2018)
- Слободан Шкеровић (1954)
- Милош Шкрбовић (1951)
- Моша Шоамовић (1876 — 1942)
- Илија Шобајић (1876 — 1953)
- Милош Шобајић (1945 — 2021)
- Слободанка Шобота (1947 — 2004)
- Бранко Шотра (1906 — 1960)
- Милена Шотра-Гаћиновић (1909 — 2003)
- Ратко Шоћ (1938)
- Слободан Штетић (1958)
- Сава Шумановић (1896 — 1942)
- Богдан Шупут (1914 — 1942)
- Живко Шушница (1948)